# Across a Wire: Live in New York City
Across a Wire: Live in New York City (A través del alambre: En vivo en la Ciudad de Nueva York) es el tercer álbum de Counting Crows, lanzado el 14 de julio de 1998. Es un disco doble en vivo que contiene canciones de sus dos primeros álbumes: August and Everything After (1993) and Recovering the Satellites (1996).
El primer disco, grabado en el programa Storytellers de VH1, es acústico e íntimo; contiene una canción oculta no lanzada anteriormente, "Chelsea." El segundo disco, grabado en el programa Live from the 10 Spot MTV, también es en vivo pero no acústico.

## Lista de canciones
Todas las letras fueron escritas por Adam Duritz a menos que se señale lo contrario.

### Disco uno
1. "Round Here" (Duritz, Dan Janusko, Dan Jewett, Chris Roldan, David Bryson – 6:16
2. "Have You Seen Me Lately?" – 3:57
3. "Angels of the Silences" (Duritz, Charles Gillingham, Matt Malley, Ben Mize, Bryson, Dan Vickrey) – 3:57
4. "Catapult" (Duritz, Malley, Vickrey, Mize, Bryson, Gillingham) – 3:57
5. "Mr. Jones" (Duritz, Bryson) – 5:17
6. "Rain King" (Duritz, Bryson) – 5:51
7. "Mercury" – 3:45
8. "Ghost Train" – 5:27
9. "Anna Begins" (Duritz, Bryson, Marty Jones, Toby Hawkins, Lydia Holly) – 13:54
10. "Chelsea" (hidden) (Duritz, Bryson, Gillingham, Malley) – 6:15

### Disco dos
1. "Recovering the Satellites" – 5:49
2. "Angels of the Silences" (Duritz, Gillingham, Malley, Mize, Bryson, Vickrey) – 3:34
3. "Rain King" (Duritz, Bryson) – 5:48
4. "Sullivan Street" (Duritz, Bryson) – 4:37
5. "Children in Bloom" – 5:19
6. "Have You Seen Me Lately?" – 4:10
7. "Raining in Baltimore" – 5:34
8. "Round Here" (Duritz, Janusko, Jewett, Roldan, Bryson) – 10:00
9. "I'm Not Sleeping" – 4:58
10. "A Murder of One" (Duritz, Vickrey) –– 5:35
11. "A Long December" – 6:06
12. "Walkaways" – 1:50

## Posiciones
Álbum
| Año  | Publicación     | Posición |
| ---- | --------------- | -------- |
| 1998 | UK Album Charts | 27       |

| Año  | Publicación       | Posición |
| ---- | ----------------- | -------- |
| 1998 | The Billboard 200 | 19       |

## Certificaciones
| Organización | Nivel    | Fecha                    |
| ------------ | -------- | ------------------------ |
| RIAA – U.S.  | Gold     | 22 de septiembre de 1998 |
| RIAA – U.S.  | Platinum | 25 de octubre de 2005    |

- Datos: Q2159421